# Покровка (Вознесенський район)
Покро́вка (старі назви — Красно-Милашевичеве, Милашевичеве, Покровське) — село в Україні, у Веселинівській селищній громаді Вознесенського району Миколаївської області. Населення становить 1027 осіб. Колишній орган місцевого самоврядування — Покровська сільська рада. Розташована на річці Чичиклії (притока Південного Бугу), за 25 км від центру громади. До найближчої залізничної станції Новокатеринівка — 15 км.

## Історія

### Давні часи
На схід від Покровки колись текла повновода, глибока річка Чичиклії. Нині вона вузька і часто пересихає. В її гирлі виявлено рештки городища доби бронзи та перших століть н. е. На околицях села знайдено поселення черняхівської культури, а також напіврозорені скіфські кургани, руїни Старої Вапнярки та фортеці, побудованої тут ще за часів Київської Русі. В давнину місцеві жителі Покровки вели постійну активну торгівлю з народами Чорного моря. Існував невеликий порт, куди волами, кіньми, байдарками і човнами привозили товари різні майстри, ремісники, землероби із Західної та Північної України.
Експедиції вчених знайшли в цій місцевості близько 20 курганів різних історичних епох: доби бронзи, скіфських та сарматських часів тощо. Є стоянки стародавньої людини, трипільські поселення. Ще в 1957 р. скіфська експедиція істфаку МДУ відкрила на правому березі Південного Бугу кілька таких поселень. Нині відомо про 164 кургани, 14 старих поселень, 2 городища та 1 ґрунтовий могильник. Згідно з дослідженнями, вчені та історики вважають, що якраз через цю місцевість колись проходив Великий тракт — шлях з Азії до Європи.
У веселинівських степах ховалися люди звідусіль: від релігійних реформ, аби зберегти свою релігію, тікали на козацьку слободу, щоб сховатися від королів, ханів та царів.
На околицях Покровки відомі залишки давніх городищ. Ще в 1578 р. руїни стародавньої фортеці згадував у своїх записках мандрівник Мартин Броневський. Пізніше про них писали Річні Заноні, князь І. Митецький, Ф. Ляліков, В. Ястребов, В. Шашкевич та ін. Вони й картографували цю місцевість, описували результати розкопок, знахідки тощо. Вчені, історики та інші дослідники теж повідомляли про шукачів скарбів, любителів старожитностей, їхні пригоди.

### Османська імперія і козацька доба
В часи Османської імперії ця твердиня Київської Русі набула назви «Balıklı yer». Сьогодні відома зазва «Баликлія» — «рибне місце», бо багато риби було в річках та й саме місто дійсно «Рибне» — прибуткове для торгівлі. З історії турків до сьогодні залишилось чотири назви Покровки: «Şağşağlı», «Balıklı», "Çakçaklı та «Çiçekli» yer.
Річка й отримала назву «Чічеклія» — від Çiçek (Чічек) — квітка, Çiçekli (чічеклі) — квітковий, Çiçekli yer (чічеклі єр) — квіткове місце, місце, усипане квітами. «ŞAĞŞAĞLI Yer» — чарівне, статне, заворожуюче, гарне місце, де бурхлива річка впадає в Південний Буг. «Balıklı yer» — багато риби, багате місце. Але було, що казали «Чак-Чак-Ли Єр» — просвітлений, блискавичний, вогненебезпечний — імовірно, після зустрічі з козаками.
Навіть сьогодні в селі існують місцеві топоніми «Турецька твердиня», «За Больницею Турки», «Турецький Острів». А далі вже і «Козацька Слобода», і «Малашевичі», «Красно-Милашевичеве», і «Покровське». «Покровкою», імовірно, село було назване в честь Покрови Пресвятої Богородиці, ім'я якої носив храм, поставлений у свій час козаками.
За мапами картографів, назви старого міста (поселення) звучали по-різному. Так, карти Криму 1737 р. та Річчі Заноні позначали селище-фортецю як Чікчаклі (2ікгак1і). Відомий французький інженер Г. де Боплан (1600-1675), який 17 років будував укріплення на півдні України, добре знав наш край, багато писав про нього. На одній зі своїх знаменитих карт на місці впадіння річки Чичиклеї в Бог (так тоді називався наш Південний Буг) він позначив Чичакленку. Ще в 1960-ті роки в Польщі віднайдено декілька його невідомих карт, які зберегла Гданська міська бібліотека. І всюди він вказував на поселення, доля якого й сьогодні лишається загадкою нашої землі.
2000 рік — знову сенсація: знайдено 23 невідомі бопланівські карти та їх варіанти! Тепер вони — нове джерело досліджень істориків та вчених. Серед знахідок є карти «…України з незалежними провінціями», що були складені ще в 1650-ті роки. Завдяки їм наукові інститути Києва та Львова уточнюють нові сторінки історії країни.
Велика кількість знахідок, про які розповіли вчені, фахівці, місцеві жителі Покровської землі, свідчить про давнє містечко, яке відігравало досить значну роль у житті краю.
Так, у кінці XIX ст. пошуковці бачили плиту з зображенням місяця та написом, сліди старих будівель, підземні ходи, окопи. На городищі знаходили фрагменти різного глиняного посуду, сокири, засипаний колодязь. Виявлено 5 печер. Поряд — 37 курганів висотою від 2 до 13 м. Відомо, що один з них мав назву Грім. Ще в 1850-ті роки на ньому стояла кам'яна баба. Копаючи у долині Чичиклеї колодязь, на глибині 2,9 м натрапили на ребро мамонта й зуб носорога, які надіслали до фондів Одеського музею. У 1917 р. бачили загадкову плиту та муміфіковані останки людини. Вважали, що то поховання турецького підданого.
Чимало розкопок у долині зробив відомий миколаївський професор, педагог та краєзнавець М. Д. Лагута (1897-1937). У 1930-ті роки його експедиція знайшла вали (ще в кінці XIX ст. вони мали висоту близько 15 м та 21,3 м), рів (глибиною 6,4 м), фундамент старої фортеці, срібні та мідні монети. Вчений вважав, що саме в цьому місці стояла знаменита цитадель Балаклі, яка служила контрольною турецькою охороною.
Студентові миколаївського педінституту О. Сабецькому (у 1925 р.) вдалося записати спогади 103-річного жителя села Покровки К. Дорошенка. Старожил стверджував, що в І пол. XIX ст. ще було добре видно руїни старого укріплення. Дідусь чудово пам'ятав перекази про знахідки давніх монет та якогось загадкового візочка з чистого золота.
У районі села Луб'янки на річці Чичиклеї знайдено скарб грецьких монет IV—III ст. до н. е. Нещодавно тут знову знайдено невеличкий скарб із 18-ти монет.
У 2002-2003 рр. місцеві жителі натрапили на срібні пластинки — монетні заготовки. За висновками істориків, у XV ст. на території фортеці активно працював монетний двір. Карбували срібну монету могутнього хана Менглі Гірея І (1468-1515).
За версією дослідників, під час панування Золотої Орди місто-фортеця Баликлія могла служити західною ставкою ханів. Саме укріплення славилося як великий торгово-ремісничий центр золотоординців Північно-Західного Причорномор'я.
Розкопки показали, що фортеця могла загинути внаслідок воєнних дій або нищівної пожежі. Деякі пошуковці вважають, що це могло трапитися під час російсько-турецьких війн, приблизно в середині чи кінці XVIII ст..

### Часи Російської імперії
На топографічній карті 1771 року на місці теперішнього села позначене татарське селище-фортеця Чикчахли (Чичиклія), що означає «Долина троянд». Під час російсько-турецької війни 1768—1774 рр. воно було зруйноване. Після російсько-турецької війни 1787—1792 рр. старе село, вже як Покровське, відбудували та заселили селяни-втікачі переселенці з різних районів Російської імперії, а також серби та молдовани. Перші 2 роки поселенці звільнялися від податей і повинностей. Вони одержали від казни ліс для будівництва і землю на правах власності. Жителі займалися землеробством, скотарством, виноградарством. За статистикою листопада 1801 р., у селі Покровському проживала 271 людина (153 чол. та 180 жін.). У 1890-ті роки тут господарювали 422 хазяї та 46 безземельних. На початку 1980-х років село налічувало близько 2 тисяч людей.
Згідно з царськими указами про поширення кріпосницьких порядків на Південь України з листопада 1801 року село стало власністю колезького асесора Красно-Милашевича. До 1795 року воно входило до складу Новоросійської губернії, в 1795—1796 рр. — до Вознесенського намісництва, з 1796 до 1802 року — знову до Новоросійської губернії, в 1802—1803 рр. — до Миколаївської, а з 1803 року — до Херсонської губерній.
Місцеві мешканці жили в тяжких умовах — панщина тривала до 5 днів на тиждень, крім того, селяни виконували ще різні повинності: працювали на поміщицькому дворі, ремонтували шляхи і мости тощо. Це викликало невдоволення населення. 1832 року селяни відмовилися визнати поміщицю Кашнєву. Як повідомлялося в рапорті на ім'я міністра юстиції Паніна, селом тривалий час після смерті Красно-Милашевича управляли різні особи. Жителі села подали царю прохання про переведення їх на становище державних селян. 5 грудня сюди прибула військова команда для «втихомирення» невдоволених; кількох чоловік покарали різками, а найактивніших — Ф. Сторчака, Ф. Ярчука, П. Мурого і К. Роєнка — заарештували. 1859 року в Покровці (з 1843 року — містечко), що входила до Ананьївського повіту Херсонської губернії, налічувалося 205 дворів і 1152 жителі. Тут була православна церква, кілька яток і поштовий двір.
Після реформи 1861 року поміщицькі селяни одержали на ревізьку душу по 4—5 десятин малопридатної для обробітку землі. В користуванні ж поміщиків Кашнєвих залишилося понад 5 тис. десятин. До укладення викупної угоди селяни мусили сплачувати поміщикові щороку за наділ великий оброк грішми. У ще гіршому становищі опинилися колишні солдати царської армії, що повернулися в Покровку після довгострокової служби. Сподіваючись на допомогу влади, Т. Усатий і С. Дикусар від імені 57 колишніх солдатів 1882 року двічі посилали одеському генерал-губернаторові прохання наділити їх землею. Але ті відмовили.
За переписом 1886—1887 рр., із 422 господарств Покровки 46 були безземельними, 18 мали по 1 десятині землі, 68 — по 2, 269 — від 3 до 7 десятин, 15 заможних господарств — по 50—100, 4 — по 100—250 і 2 — від 1000 до 2500 десятин. Як зазначалося в земських дослідженнях, у 1887 році 47 господарств взагалі не мали робочої худоби. Через нестачу тяглової сили і сільськогосподарського реманенту значна частина селян не могла якісно обробляти землю. Тому і врожаї були дуже низькими. Так, 1873 року 357 жителям Покровки хліба вистачило лише на 8 місяців, а 573 селян не мали зерна на посів. У 1892 році з десятини надільних земель селяни зібрали: жита — по 6 пудів, озимої пшениці — по 17, ярої — по 8, ячменю — по 24 пуди. Наприкінці XIX ст. чоловіки 65-ти селянських господарств наймалися до заможних селян і поміщиків; навіть у гарячу пору збирання врожаю їм платили не більше 50 коп. за день.
За медичною допомогою жителі села зверталися до Ананьївки. 1889 року один повітовий лікар обслуговував понад 33 тис. чоловік, фельдшер — 8460, а на одне лікарняне ліжко припадало 2968 чоловік. В 1894 році в селі лютували епідемії дифтериту і дизентерії. Лише на початку XX ст. в Покровці почала працювати лікарня, де був один лікар. Місцеву владу анітрохи не хвилювало, що земську школу, відкриту 1864 року, відвідувало тільки 47 дітей. З 1893 року Покровка стала волосним центром. 1896 року в селі налічувалося 484 двори з 2773 жителями.
Тяжке становище штовхало покровців на боротьбу з гнобителями. На початку XX ст. лікар С. О. Сноровський створив революційний гурток, до якого входили селяни Г. Г. Гордович, Д. Г. Жевнер, Г. Ф. Ставниченко, П. М. Рубаний, Є. О. Сторчак та інші. Члени гуртка читали нелегальну літературу, розповсюджували серед односельців соціал-демократичні листівки. Напередодні революції 1905—1907 рр. в донесенні на ім'я прокурора Одеського окружного суду пристав третього стану Ананьївського повіту зазначав, що в Покровці у Я. Боровика і А. Іванченка відібрані прокламації — звернення до селян. Наприкінці 1905 року членів гуртка заарештували. Організатора гуртка С. О. Сноровського розстріляли, а Г. Г. Гордовича засудили на довічне ув'язнення.
Але революційна боротьба в селі не припинялася. У 1906 році тут поширювалися листівки і прокламації «Листи до селян», «Чому цар розігнав Думу?» та ін. У серпні 1906 року поліцейський урядник доповідав прокурору Одеського окружного суду, що покровський селянин Л. А. Захожий в присутності односельців та волосного писаря лаяв Миколу II, називаючи його шахраєм.
Становище сільської бідноти ще більш погіршилося внаслідок проведення столипінської аграрної реформи. Більшість селянських господарств були малоземельними. На початку 1907 року 78 сімей взагалі не мали землі, а 679 належало 4735 десятин. На злиднях і бідуваннях односельців наживалися заможні селяни, скуповуючи за безцінь їх мізерні наділи. Так виник хутір Бакай. 1909 року багатій Шмальц збудував млин, де працювало 14 найманих робітників.
Важким тягарем на плечі жителів Покровки лягла Перша світова війна, 409 чоловік мобілізували до армії, у селян реквізували значну частину тягла. Майже удвічі подорожчали зерно, борошно, крупи, м'ясо, сіль, цукор. 27 покровців не повернулися з фронту, залишивши вдома вдів і сиріт. Після Лютневої революції в травні 1917 року в Покровці утворюються волосні земельний комітет і суд. Проте надії селян на нову владу виявилися марними: поміщицькі землі лишилися недоторканими.

### Більшовицька окупація
В лютому 1918 року село окупували більшовики. В березні 1918 року Покровку зайняли німецькі війська. Пізніше село перебувало під владою військ Антанти.
В березні 1919 року в Покровку знову окуповують більшовики. Згодом в село прибув каральний загін червоноармійців на чолі із заступником Вознесенського повітового комісара Матюкасом. Вони відібрали у заможних селян зброю, а 8 повстанців проти більшовицької окупаційної влади розстріляли.
Наприкінці серпня 1919 року село захопили денікінці. В січні 1920 року під тиском більшовиків білогвардійці залишили Покровку. Після чого більшовицька окупаційна влада закріпилася тут остаточно.
Ще 3 лютого 1920 року в Покровці створено ревком, у кінці березня відбулися вибори Ради. Волвиконком очолив Квадорас. Тоді ж утворилася волосна більшовицька парторганізація, у складі якої 1921 року налічувалося 12 членів, що об'єднувалися в 5 сільських осередках. На початку січня 1921 року у Покровці під тиском окупаційної більшовицької влади відбувся волосний з'їзд сількомнезамів, який прийняв постанову відібрати надлишки хліба і реманент у заможних селян.
В листопаді 1920 року більшовиками влаштовано насильницьку продрозверстку, у ході якої у селян було відібрано 40 тис. пудів хліба. Неврожайного 1921 року Покровську волость змушено «виконати план» добровільної здачі хліба, масла, м'яса, яєць. Того ж року у заможних селян був конфіскований млин.
В січні 1922 року в Покровці під тиском окупаційної влади був проведений волосний з'їзд комнезамів, на якому розглядалися питання про продподаток, роботу закладів народної освіти. Була також проаналізована діяльність перших колгоспів і накреслені завдання щодо подальшої насильницької колективізації.
Поступово дедалі більше покровців насильно переводили до колгоспів. 18 січня 1925 року більшовики створили в селі артіль «Щира праця», у яку зігнали 11 сімей, що мали 105 десятин землі. У квітні наступного року тими ж більшовиками організовані сільгосптовариства ім. Г. І. Петровського та «Україна». Ще в січні 1924 року багато жителів села було примусово загнано до створеного сільського споживчого товариства, яке через 4 роки об'єднувало 660 чоловік.
Партійні більшовицькі органи зосереджували багато уваги на політичній пропаганді в селі. Ще 1918 року в Покровці відкрито першу трудову школу, де 1923 року навчалося 56 хлопчиків і дівчаток. З 1923 року почала працювати друга трудова школа на 45 дітей. 1928 року її відвідувало 135 учнів. В усіх цих школах була введена широка пропаганда більшовицької влади.
Багато сил більшовики доклали для проведення масової насильницької колективізації на селі. 1929 року в селах, підпорядкованих Покровській сільській Раді, на базі перших колективних господарств організовуються колгоспи ім. Г. І. Петровського, «Свобода» і «Червона Україна», які об'єднували 322 господарства і мали 4559 га землі. Заможні селяни чинили запеклий опір всім заходам окупаційної більшовицької влади, розправлялися з активістами. Так, у березні 1930 року вони підкупили вбили комсомольця, активного сількора Ф. Попова. Слідчі більшовицькі органи жорстоко придушили повстання селян і суворо покарали організаторів вбивства. Заможні селяни були виселені з села окупаційною владою і відправленні на заслання.
У 1931 була створена Веселинівська МТС, яка виробляла для артілей трактори, комбайни, автомашини. Більшовицька парторганізація створила школи колгоспного активу і організовувала т. зв. єдині політичні дні.
У вересні 1936 року з ініціативи окупаційної партійної влади із селян було примусово зібрано кошти до «фонду допомоги іспанському народу». 623 жителі села передплатили позики на 22 тис. крб.
У роки Другої світової війни, після примусової мобілізації радвладою селян Покровки до Червоної Армії, 204 бійця загинуло на фронті.
11 серпня 1941 року у Покровку зайшли німецькі та румунські війська. Вони грабували колгоспи, забирали у населення теплі речі, продукти, вивозили худобу. 14 серпня німці стратили 9 сільських активістів, 26 грудня пригнали сюди 900 людей — жителів Одеси і в березні 1942 року розстріляли.
8 березня 1944 року війська Червоної армії вчергове зайняли і окупували Покровку. Вже у квітні виконком сільської Ради в примусовому порядку зобов'язав селян провести весняну сівбу і зібрати кошти до фонду Червоної Армії.
У жовтні 1945 року відновила діяльність партійна організація окупаційної радвлади, до складу якої входило 7 комуністів. Секретарем був призначений Я. М. Пухнатов. В центрі уваги комуністів стояли питання проведення посівної та збиральної кампаній, посилення трудової дисципліни і тиску на колгоспників. Активно допомагала їм комсомольська організація, поновлена ще в липні 1944 року. Комуністи забезпечували вчасне проведення сівби, організувавши роботу селян у дві зміни.
У 1950 році колгоспи «Червона Україна», ім. Г. І. Петровського та ім. С. М. Будьонного об'єднали в одну сільськогосподарську артіль ім. С. М. Будьонного, а два господарства Старопокровки (тепер у складі села Покровки) в одне — «Перемога». З березня 1959 року перший колгосп носить назву «Червона Україна», а другий з липня 1962 року — ім. І. В. Мічуріна. Об'єднання господарств сприяло дальшому зміцненню окупаційної влади і збільшенню поборів із колгоспів, у яких тяжко працювали селяни Покровки.

## Населення

### Мова
Розподіл населення за рідною мовою за даними перепису 2001 року:
| Мова       | Кількість | Відсоток |
| ---------- | --------- | -------- |
| українська | 968       | 94.26%   |
| російська  | 27        | 2.63%    |
| румунська  | 22        | 2.14%    |
| вірменська | 6         | 0.58%    |
| гагаузька  | 2         | 0.19%    |
| циганська  | 1         | 0.10%    |
| болгарська | 1         | 0.10%    |
| Усього     | 1027      | 100%     |

## Відомі люди
Уродженцями села є:
- Зуб Микола Антонович (1911—1943) — військовий льотчик під час Німецько-радянської війни.
- Кондратьєв Володимир Йосипович (1925) — актор театру.
- Мироненко Олександр Миколайович (1942—2014) — український правник, заслужений юрист України, доктор філософських наук, професор, заслужений діяч науки і техніки України.
- Ставниченко Григорій Іларіонович (1917—1997) — військовий.

## Галерея

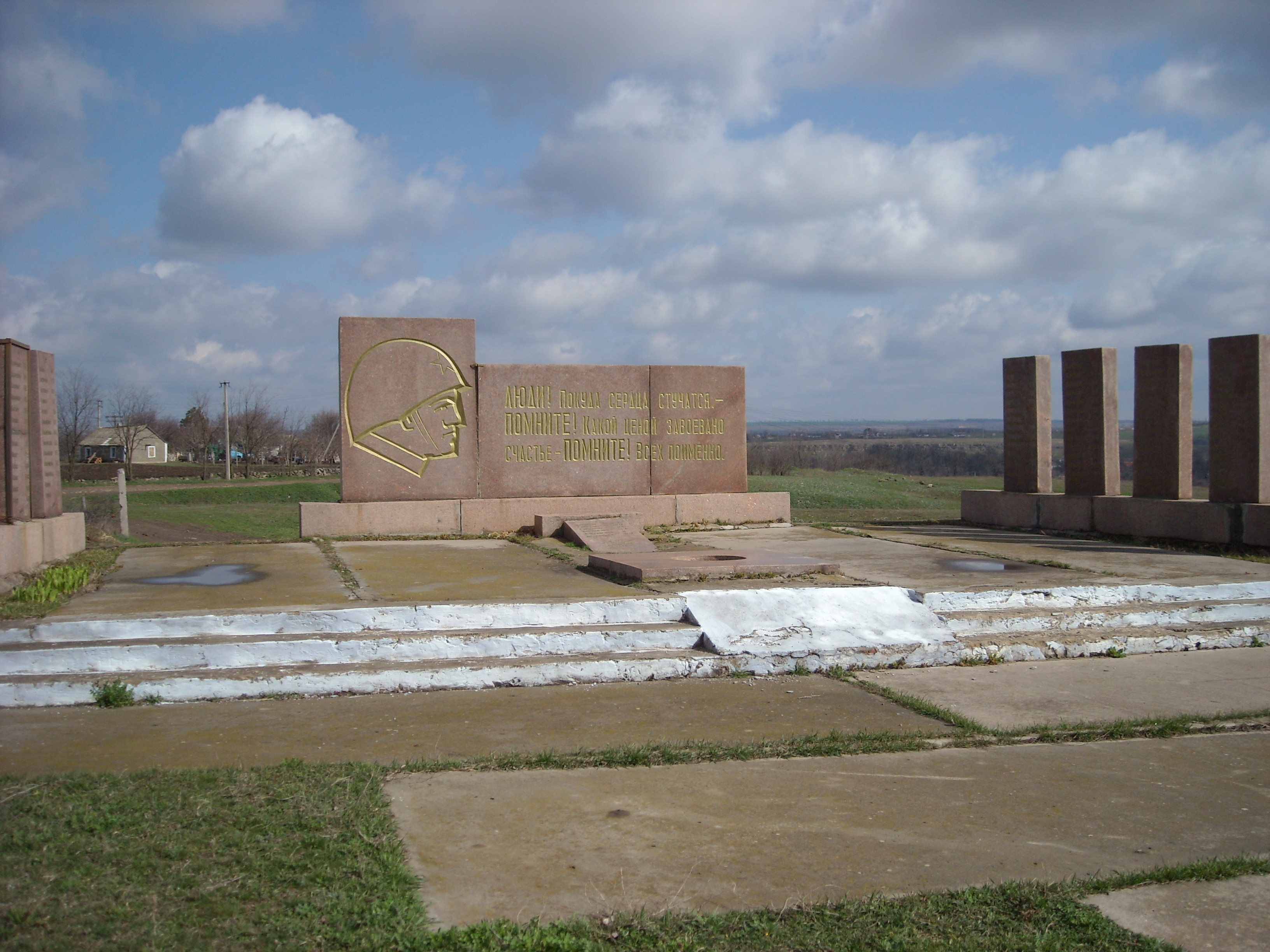